# Хехло-Друге
Хехло-Друге (пол. Chechło Drugie) — село в Польщі, у гміні Добронь Паб'яницького повіту Лодзинського воєводства.
Населення — 890 осіб (2011).
У 1975-1998 роках село належало до Серадзького воєводства.

## Демографія
Демографічна структура станом на 31 березня 2011 року:
|          | Загалом | Допрацездатний вік | Працездатний вік | Постпрацездатний вік |
| -------- | ------- | ------------------ | ---------------- | -------------------- |
| Чоловіки | 425     | 91                 | 295              | 39                   |
| Жінки    | 465     | 77                 | 289              | 99                   |
| Разом    | 890     | 168                | 584              | 138                  |